# Dimetiltriptamin
Az N,N-dimetiltriptamin (dimetiltriptamin, N,N-DMT vagy DMT) a triptaminok közé tartozó pszichoaktív alkaloid, intenzív hallucinogén. Dózistól és beviteli módszertől függően ezek az élmények lehetnek rövid, enyhe tripek, vagy nagyon erős élmények; ezeket gyakran a valóságtól való teljes elszakadással, illetve leírhatatlan spirituális/idegen lényekkel és világokkal való találkozásként mesélik el. Rick Strassman amerikai orvos a "lélek molekulájának" nevezte meg, mely jelzőt ma is sokan használják. A legtöbb országban illegális.
A DMT-nek relatíve rövidtávú a hatása, mely tulajdonságáért a hatvanas években "az üzletember trip-jeként" is hivatkoztak rá. A használó ugyanis hasonló hatást ér el vele, mint egyéb pszichodelikumok esetében (például LSD vagy gomba), csak rövidebb idő alatt. A DMT-t lehet inhalálva, fecskendezve vagy lenyelve a szervezetbe juttatni, a hatás pedig a dózistól függ. Az inhalálás és az injekció nagyjából 15 perces hatást eredményez, míg a lenyelés három órával is megnöveli a hatást. A bennszülött amazonasi indián kultúrák a DMT-t az ayahuasca nevű sámánisztikus főzet fő összetevőjeként fogyasztják, spirituális illetve gyógyítási céllal. Gyógyszertani szempontból az ayahuasca a DMT-t egy MAOI-val kombinálja, ami lehetővé teszi, hogy a DMT orális úton működjön.
Sokféle növényben megtalálható. Kismértékben megjelenik állatokban és emberekben is. Felépítése hasonló a szerotoninéhoz, illetve a melatoninéhoz. Továbbá funkcionálisan hasonló a többi pszichedelikus triptaminhoz, mint az 5-MeO-DMT, a bufotenin, a pszilocin és a pszilocibin.

## Hatásai

### Szubjektív pszichedelikus élmények
Az 1990-es években Rick Strassman egy öt évig tartó kutatást végzett a témáról. Ez kimutatta, hogy a hatások mennyire is függnek az adag mennyiségétől. A kisebb adag (0.005 és 0.01 mg/kg, tehát "mg DMT per kiló testsúly") pusztán érzelmi reakciót váltott ki az alanyokból, a hallucinogén hatást mellőzve. Ezzel szemben a magasabb dózis (0.02 és 0.04 mg/kg között) ez a hatás már megnyilvánult, színes, gyorsan mozgó képek jelentek meg az alanynál. Összehasonlítva más érzékszervi tapasztalatokkal, a vizuális változás volt a legjelentősebb. Érzelmi reakciók terén a tapasztalat roppant változatos, eufória, boldogság, félelem és szorongás is előfordult.
Strassman kiemelte annak fontosságát, hogy az alany hol veszi be a drogot. Állította, hogy a DMT-nek önmagában nincsen jótékony hatása, csak az számít, hogy mikor és hogyan veszi be a fogyasztó.
Kiválthat továbbá egy olyan állapotot vagy érzetet az alanyban, hogy tud kommunikálni egyéb intelligens életformákkal. Terence McKenna etnobotanikus már 1965-ben lejegyzett ilyen lényeket, akiket ő "Gép Elfeknek" nevezett. Fogyasztók többször is számolnak be apró, humanoid lényekről, akikkel tripjük alatt találkoznak.

## Fordítás
Ez a szócikk részben vagy egészben  a   Dimethyltryptamine című angol Wikipédia-szócikk fordításán alapul.  Az eredeti cikk szerkesztőit annak laptörténete sorolja fel. Ez a jelzés csupán a megfogalmazás eredetét és a szerzői jogokat jelzi, nem szolgál a cikkben szereplő információk forrásmegjelöléseként.